# Kärrsjön (Folkärna socken, Dalarna)
Kärrsjön är en sjö i Brovallen i Avesta kommun i Dalarna och ingår i Dalälvens huvudavrinningsområde. Sjön har en area på 0,0886 kvadratkilometer och ligger 93,1 meter över havet.

## Delavrinningsområde
Kärrsjön ingår i det delavrinningsområde (666294-152670) som SMHI kallar för Utloppet av Kärrsjön. Medelhöjden är 103 meter över havet och ytan är 13,32 kvadratkilometer. Det finns inga avrinningsområden uppströms utan avrinningsområdet är högsta punkten. Vattendraget som avvattnar avrinningsområdet har biflödesordning 2, vilket innebär att vattnet flödar genom totalt 2 vattendrag innan det når havet efter 117 kilometer. Avrinningsområdet består mestadels av skog (35 procent), öppen mark (16 procent) och jordbruk (43 procent). Avrinningsområdet har 0,1 kvadratkilometer vattenytor vilket ger det en sjöprocent på 3,3 procent.